# Corinnomma olivaceum
Corinnomma olivaceum là một loài nhện trong họ Corinnidae.
Loài này thuộc chi Corinnomma. Corinnomma olivaceum được Eugène Simon miêu tả năm 1896.